# Ziziphus calophylla
Ziziphus calophylla är en brakvedsväxtart som beskrevs av Nathaniel Wallich. Ziziphus calophylla ingår i släktet Ziziphus och familjen brakvedsväxter. Inga underarter finns listade i Catalogue of Life.